# Industrie automobile en Russie

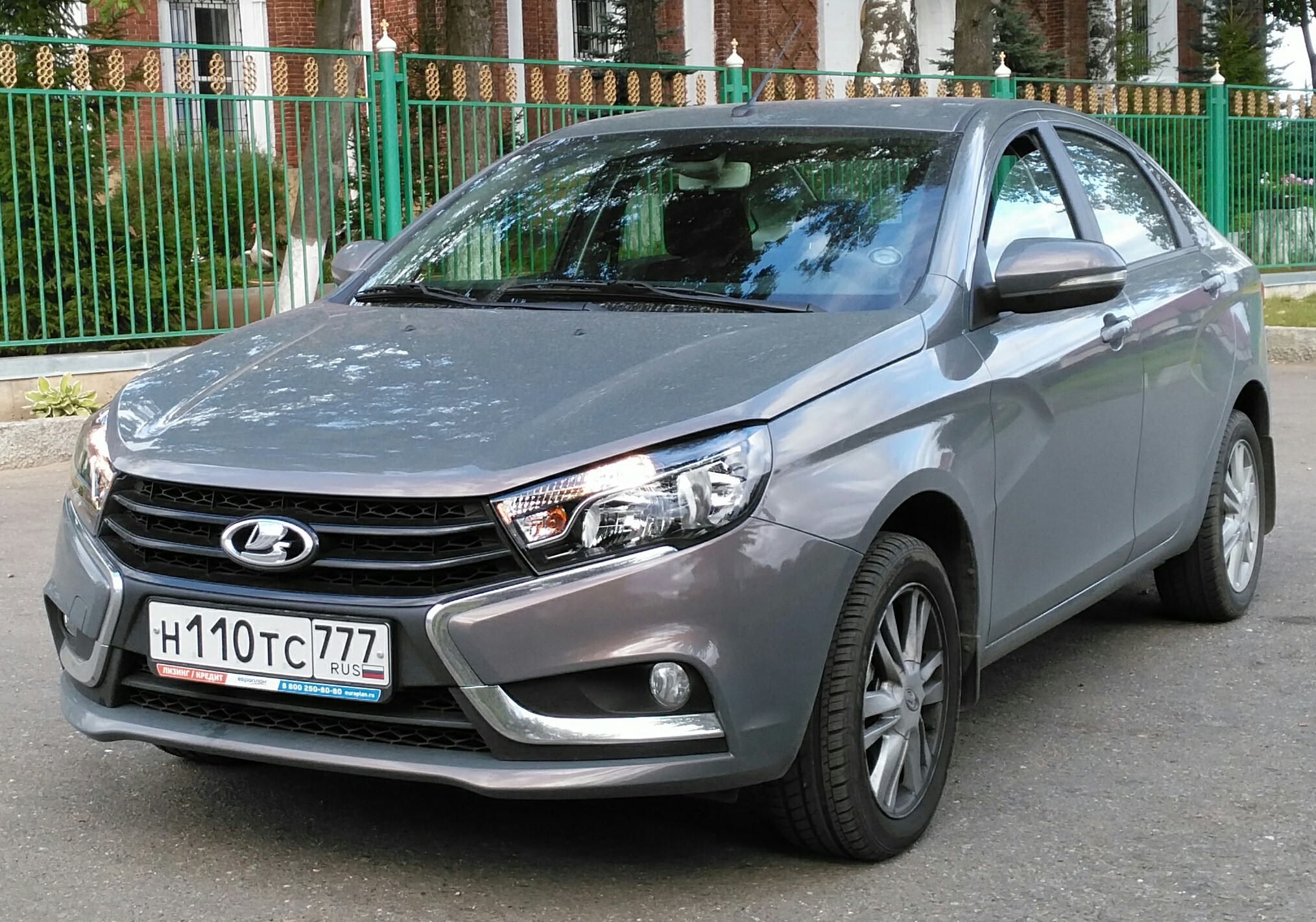
Une Lada Vesta, modèle datant de 2015

L'automobile fait partie des industries importante en Russie, employant directement près de 600 000 personnes, soit 1% de la main-d'œuvre totale du pays. La Russie a produit 1 566 317 véhicules en 2021, se classant au 11e rang des pays producteurs d'automobiles de cette année et représentant 1,9 % de la production mondiale. Les principales marques locales sont AvtoVAZ et GAZ pour les véhicules légers, tandis que KamAZ est le premier constructeur de véhicules lourds. 

## Historique

### Depuis 2022 et l'invasion de l'Ukraine
Onze constructeurs automobiles étrangers avaient des chaines de production en Russie avant l'invasion de 2022 de l'Ukraine par la Russie, qui a vu une part importante des constructeurs étrangers y cesser les ventes ainsi que retirer leurs productions de Russie,. Le premier fabricant en Russie, Renault, s'est vu ainsi cédé l'entièreté d'AvtoVAZ (plus connu sous le nom de Lada en Europe) pour un rouble symbolique à l'état Russe.
Entre 2021 et 2024, le retrait des entreprises occidentales a profité aux constructeurs chinois, dont la part de marché est passée de 9 à 63%.

## Statistiques

### Fabricants
Les dix principaux constructeurs et modèles de voitures sur le marché russe selon les chiffres de vente AEB pour 2016 sont:
| Rang  | Marque                                     | Ventes    | Part de marché |
| ----- | ------------------------------------------ | --------- | -------------- |
| 1     | Renault-Nissan (en incluant AvtoVAZ/Lada ) | 477 279   | 33,5 %         |
| -     | AvtoVAZ                                    | 266 296   | 18,7 %         |
| 2     | Volkswagen                                 | 156 712   | 11,0 %         |
| 3     | KIA                                        | 149 567   | 10,5 %         |
| 4     | Hyundai                                    | 145 300   | 10,2 %         |
| 5     | Toyota                                     | 118 685   | 8,3 %          |
| 6     | GAZ                                        | 55 803    | 3,9 %          |
| 7     | UAZ                                        | 48 848    | 3,4 %          |
| 8     | Mercedes-Benz                              | 43 912    | 3,1 %          |
| 9     | Ford                                       | 42 528    | 3,0 %          |
| 10    | General Motors                             | 31 737    | 2,2 %          |
| Total |                                            | 1 425 791 | 100%           |

### Modèles de voitures
| Rang | Modèle                                                       | Ventes | Groupe               |
| ---- | ------------------------------------------------------------ | ------ | -------------------- |
| 1    | Hyundai Solaris (vendu en Europe sous le nom Hyundai Accent) | 90 380 | Groupe Hyundai Motor |
| 2    | Lada Granta                                                  | 87 726 | AvtoVAZ              |
| 3    | Kia Rio                                                      | 87 662 | Groupe Hyundai Motor |
| 4    | Lada Vesta                                                   | 55 174 | AvtoVAZ              |
| 5    | Volkswagen Polo                                              | 47 702 | Groupe Volkswagen    |
| 6    | Dacia Duster                                                 | 44 001 | Renault              |
| 7    | Toyota RAV4                                                  | 30 603 | Toyota               |
| 8    | Chevrolet Niva                                               | 29 844 | Moteurs généraux     |
| 9    | Dacia Logan                                                  | 29 565 | Renault              |
| 10   | Lada Largus                                                  | 29 341 | AvtoVAZ              |

### Modèle le plus vendu par année
| - 2008: Lada 2105/2107 - 2009: Lada Priora - 2010: Lada 2105/2107 | - 2011: Lada Kalina - 2012: Lada Priora - 2013: Lada Granta - 2014: Lada Granta | - 2015: Lada Granta - 2016: Hyundai Solaris - 2017: Kia Rio - 2018: Lada Vesta |